# María del Carmen Magaz
María del Carmen Magaz (n. en Buenos Aires, Argentina, el 11 de noviembre de 1946) es una historiadora, investigadora, docente y asesora en el área de cultura de su país. 
Es Profesora emérita por la Universidad del Salvador, asesora de la Comisión Nacional de Monumentos, de Lugares y de Bienes Históricos, autora de numerosas publicaciones (libros, artículos, papers) sobre el arte público de Buenos Aires y una de las principales referentes en los medios de comunicación de su país sobre dicho tema.

## Biografía
Nació el 11 de noviembre de 1946 en la ciudad de Buenos Aires y se recibió de bachiller en el Colegio Nacional de Buenos Aires, en el que inició su trayectoria docente. Es licenciada y profesora en Historia de las Artes por la Facultad de Filosofía y Letras de la Universidad de Buenos Aires.
Es Doctora en Historia, con orientación en arte público, por la Universidad del Salvador, Summa cum Laude. Tema: Buenos Aires: espacios simbólicos y arte público.

En 1999 obtuvo la beca del Programa Fulbright, como Junior Fellow Researcher en la George Washington University, en Washington D. C. U.S.A. Tema:  El arte público en la ciudad capital de Washington D. C.
Fue Becaria posdoctoral en Dumbarton Oaks, Research Library and Collection (Trustees for Harvard University), en Washington D. C., U.S.A. Tema: Debates, discusiones y leyes sobre el Espacio y el Arte Público para inspirar la futura legislación argentina.
Ha sido Profesora de Historia del Arte en la Escuela Nacional de Bellas Artes Prilidiano Pueyrredón  y IUNA (Universidad Nacional de las Artes), hoy  UNA (Universidad Nacional de las Artes).
Es Profesora Emérita por la Universidad del Salvador. Creadora y directora de la carrera  de Gestión e Historia de las Artes y de los posgrados: Especialización y Maestría en Curaduría de Arte Contemporáneo, aprobadas por la Comisión Nacional de Evaluación y Acreditación Universitaria (Coneau). En la actualidad es jurado de tesis y está a cargo de la tutoría de alumnos de dichos posgrados.
Se ha desempeñado como Técnico Profesional Principal de Apoyo a la Investigación del  Consejo Nacional de Investigaciones Científicas y Técnicas (Conicet) con sede en la Comisión Nacional de Museos, Monumentos y Lugares Históricos y  más tarde en el Instituto de Arte e Investigaciones Estéticas “Mario Buschiazzo”, Facultad de Arquitectura, Diseño y Urbanismo (Universidad de Buenos Aires). Es además Investigadora Nacional III por el Sistema Nacional de Docentes Investigadores Universitarios (SIDUM). Ministerio de Educación, Cultura, Ciencia y Tecnología.

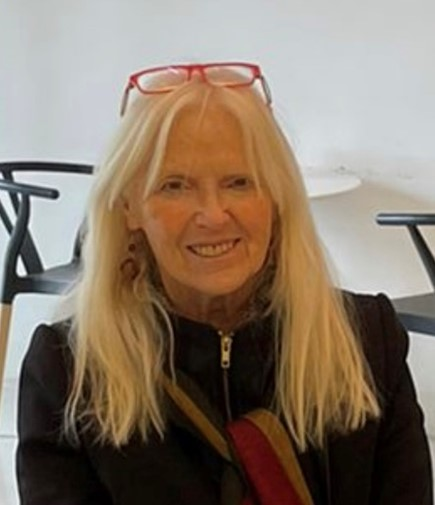

Fue directora de los siguientes proyectos de investigación:
- Patrimonio Artístico: Murales e intervenciones urbanas de la ciudad de Buenos Aires (IUNA).
- El patrimonio y paisajes culturales en el camino real a Buenos Aires. La ruta del Tucumán en el siglo XVIII, un itinerario histórico en el corazón de Sudamérica, programa conjunto de la Universidad del Salvador con la Universidad de Granada, España.
- Patrimonio artístico: Monumentos y esculturas de la ciudad de Buenos Aires. Imágenes y contexto en la historia del arte argentino (Universidad del Salvador).

Ha sido evaluadora de la Comisión Nacional de Evaluación y Acreditación Universitaria (CONEAU) y de la Universidad Antonio Nariño, Ibagué, Colombia.
Fue asesora de María Eugenia Estenssoro en el Honorable Congreso de la Nación Argentina, en las Comisiones de Cultura y del Bicentenario y en la Legislatura de la Ciudad Autónoma de Buenos Aires en el área de Cultura y en la Comisión de emplazamiento de obras de arte en el espacio público de la ciudad de Buenos Aires.
Ha sido tanto conferencista como moderadora invitada por organismos, instituciones y universidades nacionales e internacionales y directora de tesis de Licenciatura, de Doctorado, de Maestría y de Especialización. También curadora de exhibiciones y de la colección donada por el artista plástico Edgardo Berjman a la Universidad del Salvador, así como también de muestras realizadas en la Bolsa de Comercio de la Ciudad de Buenos Aires, Centro Cultural Borges y otras salas de exposición.
También ha sido la creadora y directora de espacios de divulgación cultural como los Encuentro Homenajes a los grandes maestros del Arte Argentino y personalidades destacadas de la Cultura; y de los Paneles de reflexión sobre temas vinculados al arte en su contexto nacional e internacional en la Facultad de Historia, Geografía y Turismo, de la Universidad del Salvador.
Suele participar en actividades de difusión del arte público en medios de comunicación diversos. Así, por ejemplo, en 2021 participó en varios programas de El Caminante, relacionados con los monumentos y esculturas de Buenos Aires, en "Canal a", televisión de cable.

## Publicaciones

### Libros
- Monumentos y esculturas de Buenos Aires. Belgrano, Retiro y Puerto Madero. Espacios simbólicos y arte público, Buenos Aires, Mecenazgo. Participación Cultural, Argentina, 2023.
- Monumentos y esculturas de Buenos Aires. Recoleta. Espacios simbólicos y arte público, Buenos Aires, Mecenazgo. Participación Cultural, Argentina, 2021.
- Monumentos y esculturas de Buenos Aires. Palermo. Espacios simbólicos y arte público, Buenos Aires, Patrimonio e Instituto Histórico, Ministerio de Cultura, Argentina, 2013.[4]
- Escultura y Poder en el espacio público, Buenos Aires, Acervo Editora, Serie ARTE, Argentina, 2007.
- Patrimonio escultórico de Buenos Aires. Palermo. Parque 3 de Febrero. Tomo I, Buenos Aires, Ediciones Turísticas, Argentina, 2006.
- Plaza San Martín: Imágenes de una historia. (in coll. Sonia Berjman y Roxana Di Bello), Buenos Aires, Editorial Nobuko, Argentina, 2003.
- La escultura Indigenista de Luis Perlotti (in coll. María Beatriz. Arévalo), Buenos Aires, Asociación Amigos del Museo de Esculturas “Luis Perlotti” y Junta de Estudios Históricos de Caballito, Argentina, 1994.
- Historia de los Monumentos y Esculturas de Buenos Aires. Plaza San Martín, Plaza Lavalle, Parque Lezama (in coll. María Beatriz Arévalo), Buenos Aires, Municipalidad de la Ciudad de Buenos Aires, Secretaría de Cultura, Instituto Histórico de Buenos Aires, Argentina, 1985.

### Artículos en revistas especializadas
- Arte público en la ciudad de Buenos Aires. Escenarios, problemáticas, paradojas y desventuras de monumentos y esculturas. Revista Temas de la Academia Nacional de Bellas Artes. Buenos Aires, imprenta Dorrego, Argentina, mayo, 2020.[10]
- La utopía de lo popular en el arte público de Buenos Aires, hoy. Cambio de paradigmas del espacio-héroe, del tiempo-homenaje y el nuevo espectador. Revista Temas de la Academia Nacional de Bellas Artes, Buenos Aires, Platt Grupo impresor, Argentina, 2018
- Bergara: el demiurgo de la memoria porteña en Huellas de papel, publicación de la Biblioteca y Archivo históricos de la Universidad del Salvador, Buenos Aires, Año III N°6, Argentina, 2015.
- El campo y sus íconos en la mirada de Ana Lía Werthein, en: Revista Magenta, Buenos Aires, volumen 137, Argentina, 2006.
- Iconografía de los hombres de mayo en el Arte Público del Centenario. Validación de homenajes tardíos, en: Signos Universitarios. La Revolución de Mayo en Perspectiva. Actas de las V Jornadas sobre identidad cultural y política exterior en la Historia Argentina y Americana, Buenos Aires, Ediciones Universidad del Salvador, Argentina, 2010.
- La Capitanía Central de puertos y el Telégrafo nacional, un edificio del siglo XIX en la transición de los setenta, (in coll. Daniel Schávelzon), en revista Crítica. Instituto de Arte Americano e Investigaciones Estéticas, Buenos Aires, Facultad de Arquitectura, Diseño y Urbanismo, Universidad de Buenos Aires, vol. 100, Argentina, 1999.
- Mario J. Buschiazzo: arquitecto, la obra de los años iniciales, (in coll. Daniel Schávelzon), en: Anales del Instituto de Arte Americano e Investigaciones Estéticas “Mario Buschiazzo”, Facultad de Arquitectura, Diseño y Urbanismo, Universidad de Buenos Aires, Buenos Aires, N° 31, Argentina, 1997.
- Patrimonio y Turismo en: Revista Signos Universitarios, Universidad del Salvador, Buenos Aires, enero/junio, Año XV, N° 29, Argentina, 1996.[11]
- La casa de Sarmiento en el Delta. Museo y Lugar histórico nacional, (in coll. María Beatriz Arévalo), Ambas Américas, Revista de Educación, Bibliografía y Agricultura. Fundada por Domingo Faustino Sarmiento en Nueva York en 1867, Buenos Aires, Nro. 6 de la segunda época, setiembre, Argentina, 1993.
- Escultoras argentinas en tres momentos de la historia de Avellaneda (in coll. María Beatriz Arévalo), Municipalidad de Avellaneda y Sociedad Argentina de Historiadores. Filial Avellaneda, Buenos Aires, Argentina, 1993,
- El escultor Alberto Lagos en el barrio de la Recoleta, (in coll. María Beatriz Arévalo), en Junta de Estudios Históricos de la Recoleta, Buenos Aires, 1ºed. Agosto (2ºed. Octubre 1991), Argentina, 1991.
- Imaginación y cemento: grutescos y rocallas en la arquitectura de Buenos Aires, (in coll.   Daniel Schávelzon), SUMMA , Buenos Aires,  N° 263, julio, Argentina, 1989.
- Monumentos al Presidente Nicolás Avellaneda del escultor Fioravanti (in coll. María Beatriz Arévalo), en Cuadernos de la Sociedad Argentina de Historiadores, Buenos Aires, Argentina, 1987.
- Remedios de Escalada, su estación y su villa ferroviaria, (in coll. María Beatriz Arévalo), Instituto Argentino de Investigaciones en Historia de la Arquitectura. Documentos de Arquitectura nacional y americana (D.A.N.A), Buenos Aires, Nº 23, Argentina, 1987.